# The Minstrel Show
Albums de Little Brother
The Listening
(2003) The Commercial Free EP
(2005)
Singles
1. Lovin' It
Sortie : 16 août 2005
2. Slow It Down
Sortie : 2006

The Minstrel Show est le deuxième album studio de Little Brother, sorti le 13 septembre 2005.
Après le succès du premier album, The Listening, cet opus était très attendu.

## Production
L'album est entièrement produit par 9th Wonder, à l'exception de Cheatin', produit par Piano Reeves, 5th & Fashion (Skit), par Nicolay, et Watch Me, par Khrysis.

## Contenu
Le titre fait référence aux spectacles (minstrel show) donnés par des acteurs blancs grimés en noirs, très en vogue aux États-Unis au XIXe siècle.
L'album propose un concept basé sur une chaîne de télévision fictive appelée UBN (U Black Niggas Network) qui est une satire des programmes et des publicités stéréotypés. Par exemple, sur le titre Cheatin', Phonte, se produisant sous le nom de son alter ego « Percy Miracles », parodie les interprétations d'artistes de R'n'B comme R. Kelly ou Ronald Isley.
La plupart des intermèdes (skits) sont des références pince-sans-rire à la culture populaire américaine.

## Controverses
Pour différentes raisons, les controverses qui ont entouré l'album ont éclipsé la musique elle-même. Le 16 août 2005, Joshua « Gahiym » Ratcliffe, rédacteur en chef du magazine The Source, a annoncé sa démission en raison d'un conflit d'opinions sur la notation de The Minstrel Show à paraître dans le prochain numéro du mensuel. D'après Ratcliffe, la note originale de 4,5 sur 5 avait été baissée à 4 sur 5 par Raymond « Benzino » Scott, responsable de l'image du magazine et Dave Mays, PDG, car il avait donné une note de 4 sur 5 à un jeune artiste prometteur, Young Jeezy. Après que Scott et Mays ont refusé de remettre la note de 4,5 à l'album de Little Brother, Ratcliffe a décidé de démissionner de son poste. Pour sa part, Scott a admis qu'il n'avait pas encore écouté l'album et qu'il n'avait aucun problème avec la notation de Ratcliffe.
Une autre controverse a été déclenchée lorsque la chaîne de télévision BET a refusé de diffuser le clip du single Lovin' It, jugé « trop intelligent ». Michael Lewellen, publicitaire et directeur des programmes de BET, a répondu que « ce n'était pas vrai, pas dans ce contexte, et que BET se réservait le droit de diffuser, ou pas, des clips de tous genres basés sur des standards propres à la chaîne et selon leurs propres processus décisionnels ».
Dans quelques images du clip, Little Brother se moque gentiment des différents aspects stylistiques du hip-hop en qualifiant certains sous-genres de « gangsta », « backpacker », « earthy » ou encore « icy ». Le reste du clip montre les rappeurs interprétant la chanson devant un public qui danse.

## Critique et succès commercial
En dépit de ces controverses, The Minstrel Show a été très bien accueilli par les critiques du monde du hip-hop. Le magazine Scratch et le site RapReviews.com lui ont d'ailleurs attribué la note de 10 sur 10.
L'album s'est classé 19e au Top R&B/Hip-Hop Albums et 56e au Billboard 200. 18 000 exemplaires ont été écoulés la première semaine, même si ce nombre est largement inférieur à ce qu'attendaient les fans et les critiques.

## Liste des titres
| No  | Titre                                                               | Contient un (des) sample(s) de                                                                                  | Durée |
| --- | ------------------------------------------------------------------- | --- | ----- |
| 1.  | Welcome to the Minstrel Show (featuring YahZarah et Chris Hardwick) | No Stronger Love des Floaters                                                                                   | 1:17  |
| 2.  | Beautiful Morning                                                   | Whats Happening, Baby? des Stylistics                                                                           | 2:20  |
| 3.  | The Becoming                                                        | Circles de Rufus et Chaka Khan                                                                                  | 2:05  |
| 4.  | Not Enough (featuring Darien Brockington)                           | Easy Easy Got to Take It Easy de Teddy Pendergrass                                                              | 4:30  |
| 5.  | Cheatin' (featuring Mr. Diggs)                                      | | 3:43  |
| 6.  | Hiding Place (featuring Elzhi)                                      | Jealous Love de Bobby Womack                                                                                    | 4:00  |
| 7.  | Slow It Down (featuring Darien Brockington)                         | Slow Dance de David Ruffin                                                                                      | 4:19  |
| 8.  | Say It Again                                                        | Do Something Special (For Your Lady) des Five Special                                                           | 3:47  |
| 9.  | 5th & Fashion (Skit)                                                | | 1:19  |
| 10. | Lovin' It (featuring Joe Scudda)                                    | One Night Affair des Stylistics                                                                                 | 3:51  |
| 11. | Diary of a Mad Black Daddy (Skit)                                   | Lovin' It de Little Brother featuring Joe Scudda et Yahzarah                                                    | 0:40  |
| 12. | All for You                                                         | I Really Hope It's You de Michael Franks                                                                        | 4:39  |
| 13. | Watch Me (featuring DJ Jazzy Jeff)                                  | With a Child's Heart de Michael Jackson Prototype d'OutKast Wild for Da Night de Rampage featuring Busta Rhymes | 4:19  |
| 14. | Sincerely Yours                                                     | Whatever Goes Around de Jerry Butler                                                                            | 3:15  |
| 15. | Still Lives Through                                                 | Oh My God de A Tribe Called Quest                                                                               | 3:25  |
| 16. | Minstrel Show Closing Theme                                         | No Stronger Love des Floaters                                                                                   | 1:28  |
| 17. | We Got Now (featuring Chaundon)                                     | Caboclo d'Arthur Verocai                                                                                        | 4:34  |